# Cuadrangular 50 Años del Club Universitario de Deportes
El Cuadrangular 50 Años del Club Universitario de Deportes fue un torneo internacional de fútbol de carácter amistoso, disputado en la ciudad de Lima, Perú. Fue organizado por el «Club Universitario de Deportes» en comermoración a celebrar las «Bodas de Oro» del cuadro estudiantil. El cuadrangular se desarrolló en el Estadio Nacional los días 3 y 4 de agosto de 1974.
Aademás del equipo organizador contó con la presencia de los equipos de Alianza Lima y Unión Huaral de Perú y Atlético Español de México.
El Atlético Español se quedaria con el torneo, al ganarle en la final a Universitario por la tanda de penaltís después de finalizar el encuentro empatado.

## Equipos participantes
- Alianza Lima
- Atlético Español
- Unión Huaral
- Universitario

### Modalidad de juego
El torneo se desarrolló plenamente bajo un formato de eliminación directa, donde los equipos se enfrentaban en una sola rueda de dos fases, semifinales el 3 de agosto y tercer lugar y final el 4 de agosto. En caso de igualdad en el marcador se recurriría a los tiros desde el punto penal.

## Resultados

### Cuadro de desarrollo
|  | Semifinales      | Semifinales           |   |              | Final         | Final       |  |
|  | 3 de agosto      | 3 de agosto           |   |              | 4 de agosto   | 4 de agosto |  |
|  |                  |                       |   |              |               |             |  |
|  |                  |                       |   |              |               |             |  |
|  | Unión Huaral     | 0                     |   |              |               |             |  |
|  | Atlético Español | 2                     |   |              |               |             |  |
|  |                  |                       |   |              |               |             |  |
|  |                  |                       |   |              |               |             |  |
|  |                  |                       |   |              | Universitario | 3           |  |
|  |                  | Atlético Español (p.) | 3 |              |               |             |  |
|  |                  |                       |   |              |               |             |  |
|  |                  |                       |   |              |               |             |  |
|  |                  |                       |   |              | Tercer puesto |             |  |
|  |                  |                       |   |              |               |             |  |
|  | Universitario    | 3                     |   | Alianza Lima | 2             |             |  |
|  | Alianza Lima     | 1                     |   |              | Unión Huaral  | 0           |  |

### Semifinales
| Bodas de Oro 1.ª Semifinal; 3 de agosto de 1974 | Unión Huaral | 0:2 | Atlético Español               | Estadio Nacional, Lima |  |
|                                                 |              |     | Ricardo Brandon · Manuel Manzo |                        |  |

| Bodas de Oro 2.ª. Semifinal; 3 de agosto de 1974 | Universitario                | 3:1 | Alianza Lima         | Estadio Nacional, Lima |  |
|                                                  | Oswaldo Ramirez 5', 11', 29' |     | Juan José Ávalos 25' |                        |  |

### Tercer puesto
| Bodas de Oro 3.º Lugar; 4 de agosto de 1974 | Alianza Lima         | 2:0 | Unión Huaral | Estadio Nacional, Lima |  |
|                                             | Carlos Gómez 5', 72' |     |              |                        |  |

### Final
| Bodas de Oro Final; 4 de agosto de 1974 | Universitario | 3:3 (5:6 p.) | Atlético Español | Estadio Nacional, Lima |  |

| Bandera de México        |
| Campeón Atlético Español |